# Selaginella whitmeei
Selaginella whitmeei är en mosslummerväxtart som beskrevs av Bak.. Selaginella whitmeei ingår i släktet mosslumrar, och familjen mosslummerväxter. Inga underarter finns listade i Catalogue of Life.